# Assassin's Creed IV: Black Flag
Assassin's Creed IV: Black Flag es un videojuego de acción y aventura y sigilo desarrollado por Ubisoft Montreal y publicado por Ubisoft. Es la sexta entrega principal de la serie Assassin's Creed. Se lanzó originalmente para PlayStation 3, Xbox 360 y Wii U en octubre de 2013 y un mes después para PlayStation 4, Xbox One y Microsoft Windows. Más tarde se relanzó en Nintendo Switch como parte de The Rebel Collection junto con Assassin's Creed: Rogue en diciembre de 2019.
Es la precuela de Assassin's Creed III. Su temática gira en torno a la piratería en el Caribe en el siglo XVIII, en la llamada Edad de oro de la piratería. Está ambientado en 1715, en las islas de las Bahamas, Cuba y el sur de Florida, cuenta con tres ciudades principales: La Habana, Kingston, y Nassáu, que se encuentran bajo la influencia española, británica y pirata, respectivamente. Cuenta con otros 50 lugares "únicos" para explorar, con un balance de 60/40 entre tierra y exploración naval. El nuevo protagonista, Edward Kenway, es el padre de Haytham Kenway y abuelo de Connor Kenway (Ratonhnhaké ton), el protagonista de Assassin's Creed III. Se le describe como el azote de los mares, un hábil pirata y asesino al cual admira hasta el mismísimo Barbanegra.
Assassin's Creed IV: Black Flag ofrece una mayor sensación de "mundo abierto", con misiones similares a las encontradas en los anteriores Assassin’s Creed, pero con un menor número de restricciones para el jugador. El mundo se abre pronto en el juego, a diferencia de Assassin's Creed III, que no daba a los jugadores la libertad para explorar hasta que el juego estaba bien entrado en el primer acto. El jugador se encontrará con selvas, fuertes, ruinas y pequeños pueblos y el mundo está construido para permitir a los jugadores mucha más libertad, tales como permitir a los jugadores a participar, abordar y capturar barcos que pasan y nadar a las playas cercanas de una forma transparente.
Assassin's Creed IV: Black Flag recibió premios como el de mejor Juego de Acción/Aventura por Spike VGX 2013 y el de mejor Juego de Ubisoft 2013, los servidores de Assassin's Creed IV (para Playstation 3 y Xbox 360) dejarán de estar disponible el próximo 25 de enero del 2025.

## Argumento
Las muestras tomadas del cuerpo de Desmond Miles tras su muerte, han permitido a Industrias Abstergo seguir explorando sus memorias genéticas, utilizando las recién descubiertas habilidades del "Animus" de computación en nube.
El personaje del presente, siempre anónimo, es un empleado contratado por Abstergo Entertainment para revivir los recuerdos de Edward Kenway, un pirata del siglo XVIII y abuelo de Connor, el protagonista de Assassin's Creed III. Supuestamente, su misión es reunir material para realizar un largometraje interactivo, utilizando para ello el "Animus", pero en realidad, Abstergo y los templarios están buscando el "Observatorio", una estructura de los "Precursores" que permite al usuario ver a través de los ojos de cualquier persona, necesitando para ello, obtener un poco de la sangre de dicha persona.
Por su parte, Edward Kenway, debe desentrañar una conspiración entre los templarios de alto rango dentro de los imperios británicos, españoles y franceses que, con el pretexto de la limpieza de la piratería en El Caribe, utilizan sus posiciones para ubicar al "Sabio" (posteriormente identificado como Bartholomew Roberts), quien es el único hombre que les puede llevar al "Observatorio". Los templarios tienen la intención de utilizar el "Observatorio" para espiar y chantajear a los líderes mundiales. Kenway, sin saberlo, se ve involucrado en su complot cuando mata a un Asesino canalla y asume su identidad.
Su imprudencia pone en peligro a toda la orden de los Asesinos, incitándolo a seguir al "Sabio" y los conspiradores de la Península de Yucatán a la ciudad de Príncipe y la costa africana. Mientras tanto, un grupo de piratas notorios, entre los que se encuentran, Edward Thatch (Barbanegra), Benjamin Hornigold y Charles Vane, sueñan con un estado en el que el hombre sea libre de vivir lejos del alcance de los reyes y gobernantes. Kenway, es fundamental para la realización de este sueño y la "República Pirata" se establece en la colonia de Nassau. Sin embargo, el mal gobierno, la falta de una economía y un brote de enfermedades, llevan peligrosamente a la colonia cerca del colapso.
Mientras los fundadores están profundamente divididos respecto a todo lo que sucede en Nassau, Kenway trata de encontrar una solución, pero es demasiado tarde para evitar que los templarios se aprovechen de la situación para consolidar su control sobre el Caribe. Finalmente, Roberts, lleva a Kenway a la ubicación del "Observatorio" y recuperan el artefacto, pero en el último momento, Kenway es traicionado y atacado por Roberts, acabando este en la cárcel acusado por delitos de piratería. Tras una larga estancia en prisión, Edward consigue escapar con la ayuda de Ah Tabai, el Maestro Asesino Maya y decide unirse a su Orden. Más tarde, Kenway encuentra y persigue a Roberts, logrando recuperar el artefacto y devolviéndolo al "Observatorio", sellándolo y enfrentándose a un futuro incierto. Con sus convicciones recién descubiertas, recibe una carta informándole de la muerte de su esposa y la inminente llegada de su hija, hasta ahora desconocida, Jennifer Scott.
De vuelta en la actualidad, el jugador es contactado por John, el administrador de tecnologías de la información de Abstrego Entertainment. John, le revela que sus superiores saben más de lo que le están contando y lo alienta a investigar para conseguir más detalles. John, se encarga de que pueda acceder al corazón del "Animus", momento en el que Juno, se materializa en una forma incorpórea y le revela que a pesar de que era necesario abrir su templo para evitar el desastre, el mundo no estaba preparado para ella y no puede afectarlo o poseer al jugador, según lo previsto por sus agentes.
John, es desenmascarado como la forma reencarnada del "Sabio" e intenta asesinar al jugador para encubrir el fallido intento de resucitar a Juno, pero la seguridad de Abstergo lo descubre y lo reduce, asesinadolo antes de que pueda hacerlo. Con el "Sabio" muerto, el jugador es contactado por los asesinos mientras continúan con su infiltración de Abstergo.

### Personajes
- Mark Bonnar y Sylvain Hétu como Edward «Barbanegra» Thatch
- Sarah Greene como Anne Bonny.
- Matt Ryan y Jean-François Beaupré como Edward Kenway.
- Amy Landecker como Laetitia England.
- Nolan North y Nicolas Charbonneaux como Desmond Miles.
- Sean Pertwee como Peter Chamberlaine.
- Ralph Ineson como Charles Vane.
- Cristina Rosato como Melanie Lemay.
- Diarmaid Murtagh como John Cockram.
- O.T. Fagbenle como «Calicó» Jack Rackham.
- Michael McElhatton como Vance Travers.
- Roger Craig Smith como Ruggiero Ferraro.
- Ronan Vibert como Joe.
- Neil Napier como el doctor Case Fischer.
- Ed Stoppard como Benjamin Hornigold.
- Eliza Jane Schneider como Rebecca Crane.
- Shaun Dingwall como Woodes Rogers.
- Oliver Milburn como Bartholomew Roberts y John Standish.
- Amber Goldfarb como Aveline de Grandpré.
- Conrad Pla y Marc Bellier como Laureano de Torres y Ayala.
- Danny Wallace como Shaun Hastings.
- James Bachman y Olivier Visentin como Stede Bonnet.
- Angela Galuppo como Jennifer Kenway.
- Kwasi Songui como Antó.
- Christopher Hatherall como Josiah Burgess.
- Alex Ivanovici y François Godin como Julien du Casse.
- Tod Fennell como Warren Vidic.
- Noah Watts como Ratonhnhaké:ton.
- Dawn Ford como Tommy.
- Tristan D. Lalla y Didier Lucien como Adéwalé.
- Olivia Morgan como Mary Read.
- Christian Rodska como Laurence Prins.
- Bruce Dinsmore como Upton Travers.
- Marcel Jeannin como Geoffrey Thérage.
- Jennifer Seguin como el Animus.
- Mark Caven como William.
- Sam Lucas Smith como Adrien Flood.
- Maarten Dannenberg como Alphonse de Marigot.
- Danny Blanco Hall	como el narrador de Pirates of Nightmares.
- Nadia Verrucci como Juno.
- Vincent Hoss-Desmarais como Olivier Garneau.
- Luisa Guerreiro como Caroline Scott-Kenway.
- Lynsey-Anne Moffat como Rhona Dinsmore.
- Jean-Baptiste Fillon como Manuel Mendoza.
- Helen Koya como Patience Gibbs.
- Octavio Solorio como Ah Tabai.
- James Loye como Edmund Judge.
- Li Li como Jing Lang.
- Benoît Rousseau como Peter Chamberlaine y Emmett Scott.
- Tristan Harvey como Bartholomew Roberts.

Las voces adicionales fueron realizadas por:
- Roberto Cuadrado.
- Mary Katherine Harvey.
- Vincent Kerschbaum.
- Natasha Moll.
- Tony Robinow.
- James Barriscale.
- Robbie Stevens.
- Rick Jones.
- Judith Baribeau.
- Vincenzo Pellegrino.
- Charlie Anson.
- Holly Gauthier-Frankel.
- Lucinda Davis.
- Eleanor Noble.
- Carlo Mestroni.
- Jacqueline Boatswain.
- Chimwemwe Miller.
- Harry Standjofski.
- Mizinga Mwinga.
- Noel Burton.
- Pierre Chaves.
- Montserrat Roig de Puig.
- Mark Antony Krupa.
- Kyle Gatehouse.
- Lee Boardman.
- Robert Wilfort.
- Kobna Holdbrook-Smith.
- Arturo del Puerto.
- Georgia Mackenzie.
- Richard Cant.
- Joe McFadden.
- Marta Barrio.
- Shawn Baichoo.
- Julian Casey.
- Ian Burfield.
- Andreas Apergis.
- Alan Devally.
- Alain Goulem.
- Patricia Rodriguez.
- Martin McDougall.
- Peter Bramhill.
- Aoife McMahon.
- Simon Peacock.
- Allan Carvalho.
- Horacio Mancilla.
- Francesca Barcenas.
- Pauline Little.
- Stephen Beckett.
- Emma Stevens.
- Rafael Sigler.
- Warona Setshwaelo.
- Olivier Lamarche.
- Matt Holland.
- John Voce.
- Vidal Sancho.
- Thor Bishopric.
- John Kay Steel.
- Daniel Hawksford.
- Geoffrey Breton.
- Julia Lenardon.
- Johnny Sa.
- Quincy Armorer.
- Frederico Louhau.
- Alberto Santillán.
- David Ganly.
- Lauren Timms.
- Jamie Goldberg.
- Javier Lorca.
- Alberto Pereira-
- Ricardo Pinto.
- Maggie Owen.
- Stephen Campbell Moore.
- Stuart Martin.
- Adrian Schiller.
- Dan Jeannotte.
- Damian O'Hare.
- Mark Camacho.
- Kate Fleetwood.
- Tony Gardner.
- JB Blanc.
- Trevor White.
- Nicholas Boulton.

## Sistema de juego
El sistema de caza se ha mantenido de Assassin’s Creed III para permitirle al jugador para cazar en tierra, pero ahora el jugador puede también pescar. Se ha agregado un nuevo sistema de caza, el arponeo, éste nos permitirá "cazar" o capturar ballenas, y con sus restos, podremos mejorar las armas de Edward, la cantidad de munición que podremos llevar, etc.
Una versión actualizada del sistema de contratación se introdujo en Assassin’s Creed permitiendo a Edward reclutar miembros de la tripulación. Mientras la tripulación de Kenway permanecen leales a él, pueden ser promovidos a capitanes de los buques adquiridos; sin embargo no pueden ayudar en el combate o llevar a cabo asesinatos de largo alcance, como en los juegos anteriores. Ubisoft eliminó este aspecto del sistema de hermandad, creyendo que permitía a los jugadores eludir escenarios tensos y difíciles con facilidad. En la actualidad, en el Abstergo Entertainment -una subsidiaria de Industrias Abstergo- oficinas en Montreal, Quebec, los jugadores podrán participar en la actual piratería a través de la exploración de las oficinas de Abstergo, las escuchas y el hackeo, todo ello sin combate. Además, varios juegos de "hackeo", similares a los rompecabezas glifo anteriores, estarán presentes, que descubrirán secretos sobre Abstergo.
Edward Kenway cuenta con nuevas armas en las que incluye hasta 4 pistolas, 2 sables, 1 cerbatana y las tradicionales hojas ocultas dobles, sin olvidar nuestro navío, el Jackdaw, que según se ha visto, se podrá usar para ir a más de 50 lugares diferentes del mapa y atacar, abordar y saquear los barcos enemigos, y el nuevo sistema de puntería libre.
Otra parte nueva en los juegos principales (pues ya se presentó en Assassin’s Creed III Liberación) es el uso de los dardos de cerbatana, arma que se caracteriza por una variedad de efectos. Se ha añadido un nuevo componente, el jugador tiene acceso a un catalejo, que permite el examen de los barcos lejanos, junto con su carga y la fuerza; también puede ayudar a determinar si una isla todavía tiene animales para cazar, tesoros por encontrar o puntos altos para llegar para la sincronización. El jugador es el capitán de su barco, el Jackdaw, que es mejorable a través del juego, además de tener fácil acceso a la nave cuando sea necesario. Además se mejoró el disparo con cañones frontales, cuanto más daño hagamos con este tipo de cañón al barco enemigo, más lento navegará. Se ha mejorado el sistema de disparos, y cada disparo podrá tener un efecto.
Para mejorar el Jackdaw, debemos ir encontrando los mapas de los tesoros, al encontrar el cofre del tesoro, podremos obtener un plano o no. Mediante un plano podremos mejorar el barco, tras esto debemos dirigirnos a un puerto de una ciudad o pueblo, donde hablaremos con un jefe/contratista para encargarle llevar a cabo la mejora. Al abordar con éxito a un barco: se puede reclutar a nuevos miembros para tu tripulación o enviar el barco (El enemigo vencido) a tu flota. Además de Reparar el Jackdaw, si los daños han sido graves.Y por último, ganar oro, ron, munición y tripulación.
Se ha mantenido, con nuevos ajustes y modos de juego, también se implementó un nuevo sistema de eventos mensuales y se creó un sistema de dos mapas diferentes de duelo a muerte a pesar de que es sólo un juego con base en tierra.

## Recepción
Assassin's Creed IV: Black Flag recibió críticas positivas. Comentarios de los sitios web GameRankings y Metacritic dio la versión de PlayStation 3 87,61% y 88/100, la versión de Xbox 360 86,41% y 86/100, la versión de Wii U 85,00%, y la versión de PlayStation 4 83,96% y 82/100. GameSpot calificó el juego de 9/10, "la evaluación del mundo vibrante es hermosa, incluyendo el combate naval, sistema de progresión, historia de piratas y exploración sin problemas y sin carga." IGN le dio al juego una puntuación de 8.5/10 diciendo que "Assassin’s Creed IV: Black Flag es una hermosa y fantástica secuela que le da la libertad al jugador para hacer su propia diversión".
PC Gamer UK le dio un 90/100 y añadió: "Un magnífico simulador del mundo de la piratería entretenido y sin descanso, lleno de detalles interesantes del siglo 18". Gamerologies describió el título como "El mejor videojuego de piratas jamás hecho, un equilibrio ideal entre la navegación y las misiones en tierra firme" puntuándolo con un 9/10.

### Controversia
La organización pro-derecho de los animales P.E.T.A. (People for the Ethical Treatment of Animals) criticó a Assassin's Creed IV: Black Flag por la inclusión de la caza de ballenas, diciendo que es "vergonzoso" para un videojuego "glorificar" la caza de ballenas. En respuesta, Ubisoft declaró que ellos no aprueban "la caza ilegal" así como tampoco toleraban "un estilo de vida pirata", y que era simplemente representativa de hechos reales de esa época de la historia. Más tarde Ubisoft para mejorar estos gráficos, pidió soporte a los cazadores de ballenas japoneses para ultimar detalles de la animación, cuales aportaron gran ayuda a la inmersión del mismo. [cita requerida]

## Música
El apartado musical de Assassin's Creed IV: Black Flag fue compuesto por Brian Tyler, quien también compuso la banda sonora del juego de Ubisoft Far Cry 3. El 14 de octubre de 2013 estuvo disponible vía internet. Una segunda banda sonora conteniendo un total de 14 cánticos marinos estuvo disponible para descargar el 29 de octubre de 2013.

## Otros datos
En noviembre de 2013 la empresa de videojuegos de Ubisoft financió la exhumación de los restos del corsario español Amaro Pargo para reconstruir su rostro de cara a su posible aparición en Assassin's Creed IV: Black Flag. Por primera vez en la historia, una empresa de la industria del videojuego exhumaba los restos de un personaje histórico en una campaña pionera que consiguió llamar la atención de medios de comunicación, tanto nacionales como internacionales. Además, esta exhumación contó con importantes descubrimientos sobre la fisionomía de este mítico corsario.